# Alexander Bah
Alexander Hartmann Bah (* 9. prosince 1997 Årslev) je dánský profesionální fotbalista, který hraje na pozici pravého obránce za portugalský klub Benfica Lisabon a za dánský národní tým.
Jeho otec je z Gambie, kterou také mohl reprezentovat.

## Klubová kariéra

### Fotbalové začátky
Jeho prvním klubem byl Aarslev Boldklub, ze kterého se následně přesunul do mládežnické akademie FC Fyn. V roce 2013 ale tento celek zastihl bankrot, a tak se musel nadaný fotbalista přesunout do druholigového Næsby Boldklub. Zde se na jaře 2016 dostal do A-týmu, kde se ale dlouho nezdržel, protože už v létě téhož roku si ho vyžádalo HB Køge. V tomto celku odehrál 66 ligových zápasů, kde se posbíral 9 gólů a 9 asistencí. Také zde získal ocenění talent roku svého týmu v rámce Danske Bank Award.

### SönderjyskE
V srpnu roku 2018 přestoupil do SönderjyskE. Zde byl nejčastěji nasazován jako křídelní hráč na pravé straně. Nastoupil do 73 ligových zápasů, během kterých se prosadil 8 brankami a 11 asistencemi.
Zájem o Baha projevilo už po sezoně 2019/2020 hned několik klubů, mezi kterými byla i pražská Slavia. Celky se však nedomluvily.
Během angažmá v SönderjyskE zažil část své nejproduktivnější sezony, kterou byla sezóna 2020/2021. S klubem zvítězil v dánském poháru a byl také poprvé povolán do národního týmu.

### SK Slavia Praha
Bah přestoupil 5. ledna 2021 do pražské Slavie za částku okolo 1,75 milionu euro. Dánský obránce podepsal smlouvu s platností do 30. června 2025.
Trenér Jindřich Trpišovský si ho pravděpodobně vybral kvůli jeho rychlosti a dobré defenzivní i ofenzivní hře, také se měl stát náhradou za Vladimíra Coufala, který odešel na konci sezony 2019/2020 do West Ham United. Bah se po svém příchodu rychle stal stabilním členem základní sestavy. Svou první branku za sešívané vstřelil 3. května 2021 proti Viktorii Plzeň. Se Slavií získal titul v 1. české fotbalové lize a vyhrál s ním také český pohár.
V sezoně 2021/2022 nastoupil do 15 zápasů v evropských pohárech a došel se Slavií až do čtvrtfinále Evropské konferenční ligy.

### Benfica Lisabon
Na začátku června 2022 přestoupil z pražské Slavie do portugalského klubu Benfica, který s hráčem podepsal pětiletou smlouvu (do roku 2027). Českému klubu za Baha portugalská strana zaplatila osm milionů eur, což v té době odpovídalo přibližně 200 milionů korun českých.